# Тэнасе, Александр Константинович
Алекса́ндр Константинович Тэна́се (рум. Alexandru Tănase; род. 24 февраля 1971, Кишинёв, Молдавская ССР, СССР) — молдавский политик, судья. Министр юстиции Республики Молдова (2009—2011 и 2018), председатель Конституционного суда Республики Молдова (2011—2017).

## Политическая деятельность
- Председатель фракции ЛДПМ в Муниципальном совете Кишинёва (июнь 2007 года — апрель 2009 года)
- Депутат Парламента Республики Молдова (апрель 2009 года — март 2010 года, ноябрь 2010 года — февраль 2011 года)
- Первый вице-председатель Либерал-демократической партии Молдовы (8 декабря 2007 года — 10 апреля 2011 года)

## Профессиональная деятельность
- Министр юстиции Республики Молдова (25 сентября 2009 года — 6 мая 2011 года)
- Судья Конституционного суда Республики Молдова (апрель 2011 года — 12 мая 2017)
- Председатель Конституционного суда Республики Молдова (4 октября 2011 года — 12 мая 2017)

В 2010 году выиграл собственное дело против Молдовы в ЕСПЧ о запрете лицам с двойным гражданством быть депутатами парламента.

## Семья
Александру Тэнасе женат, имеет двоих детей.

## Языки и гражданства
Александру Тэнасе владеет румынским, русским, английским и испанским языком.
Как и все шесть судей Конституционного суда Республики Молдова имеет молдавское и румынское гражданство.
До 80% высокопоставленных молдавских чиновников имеют двойное гражданство. Многие из них активно продвигают интересы своей второй Родины,.

## Награды
- Орден Почёта (Республика Молдова) (2016)[4]
- Командор ордена Великого князя Литовского Гядиминаса (2018, Литва)[5]